# Jari-Matti Latvala
Jari-Matti Latvala (* 3. dubna 1985 Töysä, Finsko) je jezdec rally původem z Finska. Je znám pro svůj velmi agresivní jezdecký styl. Jeho dlouholetým a zároveň i současným spolujezdcem je Miikka Anttila. Jari-Matti navazuje na svého otce Jariho Latvalu, který se ve světě rally pohybuje od 80. let až dodnes.

## Kariéra

### Dětství (1989–1999)
Jari-Matti usedl za volant vozu již ve 4 letech, když v dopravní škole pro děti řídil malé vozítko, které mu koupil jeho otec. Jak sám ale jezdec přiznal, první auto mu moc dlouho nevydrželo.
O 2 roky později přešel k okruhovému závodění, konkrétně k motokárám, u kterých vydržel až do roku 2000. Již v 8 letech si ale vyzkoušel i první rallyový vůz, Ford Escort, který sice neoplýval bůhvíjakým výkonem, ale mladý Fin se v něm podle vlastních slov naučil správně ovládat auto.
Latvalovým druhým soutěžním vozem se stal výkonnější Sunbeam Avenger, který dříve vlastnil i Latvalův vzor, Henri Toivonen. Jari-Matti si v novém voze poprvé vyzkoušel jízdu se spolujezdcem, protože na rozdíl od Fordu, v Sunbeamu bylo místo i pro druhého člena posádky.
V 10 letech si Jari-Matti vyzkoušel vůz Opel Ascona skupiny A. S dvoulitrovým motorem trénoval na zamrzlém jezeře, kde mu jako spolujezdec pomáhal jeden z otcových mechaniků.
O 2 roky později usedl do Fordu Escort RS 2000, se kterým se jeho otec zúčastnil Tikkakoski Rally. Mladý Jari-Matti se kromě zamrzlého jezera objevoval již také na cestách poblíž jeho domova.
V roce 1999 se do rodiny Latvalových dostal Opel Astra přestavěný z klasické civilní verze. Latvala s ním odjel 3 domácí soutěže.

### První mezinárodní soutěže (2000–2003)
O rok později mohl Jari-Matti vyzkoušet Toyotu Corollu 1600 GT a zúčastnil se svých prvních rally sprintů. Po 13 odjetých rally sprintech ale poškodil motor, a musel hledat nový vůz. Tím se stal jiný exemplář stejného vozu, se kterým odjel dalších 9 soutěží až do jara 2002. Začátkem téhož roku byla opravena Latvalova první Toyota, se kterou pokračoval v dalších 5 sprintech. Ve stejném roce získal Latvala anglickou licenci a na ostrovech se zúčastnil celkem 10 soutěží s vozem Renault Clio skupiny N. Byl to první vůz s pohonem na všechna 4 kola, které Jari-Matti řídil. Ve zdokonalování jezdeckého stylu mu byl nápomocen Pentti Airikkala. V této fázi kariéry doprovázel mladého Fin a spolujezdec Steve Harris. Odjeli spolu 6 soutěží.
V závěru sezony Latvala vyměnil Renault za Citroën Saxo, který však nebyl příliš spolehlivý, a tak došlo ještě v témže roce ke změně. Latvala usedl do Mitsubishi Lancer skupiny N, které bylo krátce na to přestavěno na verzi skupiny A. S tímto vozem absolvoval Jari-Matti svůj 1. závod Mistrovství světa, Britskou Rally. Se spolujezdcem Carlem Williamsonem ji dokončili na 17. místě celkově.
Sezona 2003 přinesla vůz Toyota Corolla WRC. Latvala si tak poprvé vyzkoušel, jaké to je řídit vůz tehdejší nejsilnější kategorie světa. Hned první soutěž s novým vozem, Estonian Winter Rally, vyhrál. Setkal se tu také s novým spolujezdcem, Miikkem Anttilou, který Latvalu doprovázel hlavně ve 2. polovině sezony. V té první střídal s Carlem Williamsonem Subaru Impreza STi v italském šotolinovém mistrovství s Fordem Focus RS WRC 02 v soutěžích britského šampionátu a Mistrovství světa. Na Acropolis rallye se dokázal probojovat do nejlepší desítky celkového pořadí. Další start v MS přišel v červenci. Na Německé Rally obsadil na asfaltové soutěži debutující Fin 17. místo. Na této soutěži již Latvalu navigoval Anttila, se kterým až na občasné výjimky v roce 2004 soutěží dodnes. Jari-Matti odjel v sezoně 2003 celkem 20 soutěží, z toho 4 započítávané do hodnocení Mistrovství světa. KŘecku a Německu přidal domácí Finskou Rally, kde skončil čtrnáctý a v závěru roku opět Britskou Rally, kde uzavřel 1. desítku.

### JWRC (2004)

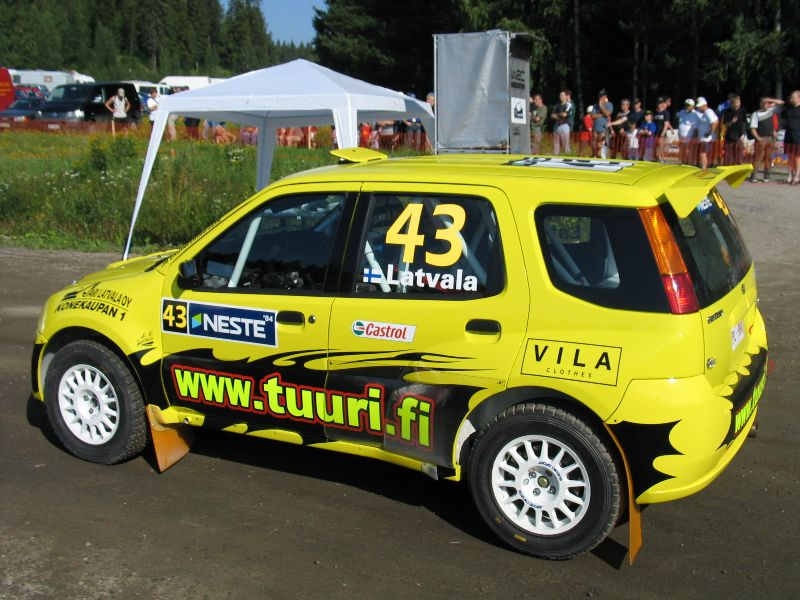
Latvala na Finské Rally 2004

Pro sezonu 2004 Latvala zvolil Mistrovství světa juniorů. Ze 7 soutěží ale dokončil pouze 2. V polovině sezony vyměnil nespolehlivý Ford Fiesta S1600 za Suzuki Ignis S1600, se kterým ale hned na domácí Finské Rally havaroval. Čtvrté místo z Britské Rally mělo být znamením blýskání se na lepší časy, ale ani další soutěž na Sardinii nedokončil. Neúspěšnou sezonu zakončil 9. místem v kategorii na Španělské Rally. Jari-Matti figuroval v konečné klasifikaci JWRC s 5 body až na 13 příčce.
Ke zkušenostem získaným v JWRC přidal Latvala i starty se Subaru Impreza STi v Itálii a na vybraných soutěžích Mistrovství světa.

### Návrat do Finska (2005)
Po nepříliš povedené sezoně se Latvala rozhodl začít sezonu Vanajanlinna Ralli, kterou s Corollou WRC, vyhrál. Následovala Švédská Uddeholm Rally započítávaná do hodnocení MS. S Toyotou dokončil soutěž na 16. místě. K účasti v domácím mistrovství přidal i vybraně soutěže MS. Se Subaru Impreza WRX absolvoval soutěže na Novém Zélandu, Sardini, v Argentině, Německu, na Korsice a ve Španělsku. Do domácí Rally 1000 jezer odstartoval s Corollou WRC, ale ještě v 1. etapě musel kvůli technické závadě odstoupit z průběžného 15. místa. Ani Britská rallye nedopadla lépe. Službu tentokrát vypověděl Ford Focus RS WRC 03.
Z výsledků v domácím šampionátu stojí za zmínku například 2 druhá místa z Waltikka Ralli a International Pirelli Rally.

### Ford (2006–2012)
Do sezony 2006 Latvala opět plánoval účast ve finském mistrovství s Corollou WRC, k čemuž přidal i starty v Mistrovství světa produkčních automobilů (PWRC). Do nového roku vstoupil 5. místem v kategorii PWRC na slavné Rally Monte Carlo, následovaly 2 soutěže ve Finsku, z nichž 1 dokázal vyhrát. Po nepříliš povedené Mexické Rally a dalším vítězství ve Finsku přišel zlom v Latvalově kariéře. Dostal přílžitost od Stobart VK Ford Rally Teamu, tedy jakéhosi B-týmu Fordu v MS, aby zlepšil své jezdecké dovednosti na asfaltovém povrchu. Jeho program továrního jezdce započal na Španělské Rally, kde po chybě a následném dotahování ztráty obsadil 16. pozici. O moc slavnější to nebylo ani na následující Korsické Rally, i když se po první etapě nacházel na 7. místě. Zpočátku 2. etapy ale havaroval. Dalším startem za tovární tým byla až za 4 měsíce Německá rallye, kde se mu opět nedařilo a dokončil až ve 4. desítce celkového pořadí. Jari-Matti opět nevynechal domácí Finskou Rally, do níž odstartoval s Toyotou Corollou WRC. Zhruba v polovině soutěže ale udělal opět chybu, kvůli níž dokončil soutěž až jako sedmnáctý. Následoval návrat do PWRC. V přestávce mezi Korsickou a Německou Rally ještě stihl zajet 6. místo v Řecku. Japonsko pro Latvalu znamenalo až 9. místo mezi produkčními vozy. Vzhledem k nízkému počtu startujících s vozy kategorie WRC se v Austrálii ocitl na 6. místě celkově a 1. v PWRC. Prvenství v kategorii PWRC zopakoval i na Novém Zélandu, celkově byl osmý. V konečném hodnocení PWRC byl klasifikován na 4. místě se ziskem 27 bodů. Na závěr roku dostal ještě 1 příležitost od Fordu. A tuto příležitost využil velmi dobře. V průběhu celé soutěže se pohyboval na hranici nejlepší pětice. V závěru soutěže předstihnul Xaviho Ponse a mohl se radovat z nejlepšího výsledku dosavadní kariéry, 4. místa v soutěží Mistrovství světa.

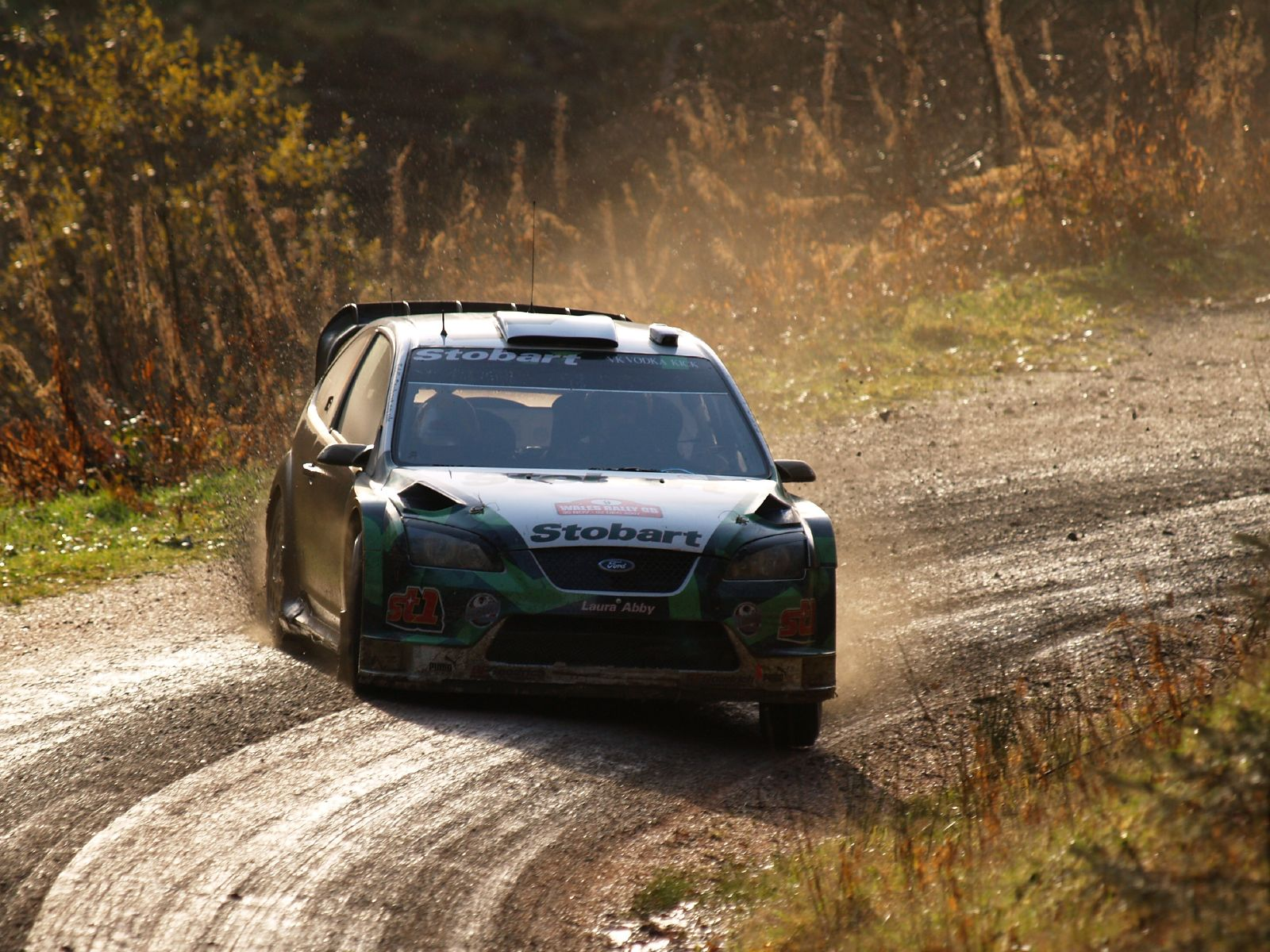
Wales Rally 2007 za Stobart VK Ford

Od sezony 2007 se Jari-Matti Latvala věnuje výhradně světovému šampionátu. Tým Stobart si mladého Fina pojistil na celou tuto sezonu. V úvodní Rally Monte Carlo ale Latvala havaroval a ve Švédské Rally ho zradila převodovka. V Norsku ale přišlo
zlepšení, což se projevilo konečným 5. místem. Body si připsal i v Mexiku a Portugalsku. Na Argentinské Rally vyrovnal své osobní maximum z Mistrovství světa, 4. místo. Soutěž na Sardinii ale odstartovala sérii nevýrazných výsledků. Na zmiňovaném ostrově to bylo 9. místo, v Řecku až dvanácté. Možná přemotivovanost stála za havárií ve Finské Rally. Po 2 rychlostních zkouškách byl dokonce v čele soutěže, když 2. RZ vyhrál. Hned na následující ale udělal chybu a propadl se na začátek 4. desítky. V závěru 1. etapy havaroval. Na asfaltové Německé Rally si připsal první bod po delším půstu. Novozélandská rallye bývá svým charakterem velmi podobná Finské Rally, což Latvala potvrdil 5. příčkou. Ve Španělsku Latvala přidal další 2 body za 7. místo. Na Korsice se po minulé sezoně poučil z chyby a dojel si pro další 4. místo. Na Japonské Rally Latvala vyhrál 1. RZ, po několik dalších kilometrů vedl, ale v závěru 1. etapy se propadl na 3. příčku. Ve snaze dostat se zpět do vedení udělal na 14. RZ chybu a propadl se startovním polem hluboko dolů. V cíli z toho nakonec byla 25. pozice. Vrcholem sezony byla pro Latvalu Irská rallye. Na soutěži, která byla v seriálu MS zařazena vůbec poprvé dokázal zajet nejlepší výsledek své kariéry. Tím bylo 3. místo absolutně. Závěr sezony, konkrétně Britská rallye, už mu žádné body nepřinesl, skončil desátý. V sezoně 2007 mu stačilo získaných 30 bodů na konečnou 8. příčku.
Vzhledem ukončení kariéry Marcuse Grönholma hledal hlavní tým Fordu pro rok 2008 nového jezdce. Mikko Hirvonen se posunul na post týmové jedničky. Druhým jezdcem BP Ford Abu Dhabi World Rally Teamu se stal právě Jari-Matti Latvala. Do nového působiště se ale neuvedl nejlépe. Na Rallye Monte Carlo obsadil až 12. místo. Vše svému novému zaměstnavateli ale vynahradil už při následující soutěži ve Švédsku, v níž zvítězil. Bylo to tak jeho 1. vítězství z průběžně 8 celkových. Stupně vítězů, konkrétně 3. místo obsadil i při Mexické Rally. V Argentině z toho byla opět až 12. příčka. O nápravu se mohl pokusit při Jordánské Rally, ale jeho výkon stačil jen na 7. místo. Mezi elitu se Jari-Matti vrátil až na Sardinii, kde z toho bylo další bronzové umístění. Nadále však pokračoval ve střídání skvělých a nevýrazných výsledků. V Řecku byl opět sedmý, v Turecku zase druhý. Domácí Finská rallye pro něj opět znamenala špatný výsledek. Po výletu mimo trať obsadil až 38. pozici. Nedařilo se ani v Německu, kde dojel devátý. Na Novém Zélandu, kde Fin i chvíli vedl, havaroval z průběžného 2. místa na předposlední rychlostní zkoušce. Do zbylých soutěží se Latvala uklidnil a ve Španělsku mohl slavit body za 6. místo. Na Korsice vyrovnal své maximum na asfaltovém povrchu, když dokončil soutěž jako čtvrtý. Skvělý závěr sezony pro něj znamenala druhá místa z Japonska a Velké Británie. Latvala získal v roce 2008 celkem 58 bodů a umístil se na 4. místě absolutně.
Stejný výsledek, tedy 4. místo v šampionátu zopakoval i v sezóně 2009. Týmové složení zůstalo nezměněné a kolegou mu stále byl Mikko Hirvonen. Nová sezona začínala nezvykle v Irsku, kde však Jari-Matti musel využít systému Superally, a umístil se až na 14. příčce. Náhrada sněhové Švédské Rally, soutěž v Norsku, už Latvalovi vyšla lépe. Dojel si po bronzovou pozici. Příliš se ale nepovedla kyperská soutěž, ani následující rally v Portugalsku, kde zažil spektakulární havárii, při které jeho Ford Focus RS WRC vyletěl přes svodidla mimo trať a několikrát přepadl přes střechu. Posádka vyvázla bez zranění. Po 6. místě v Argentině přišel zvrat na Sardinii, kde vyhrál. Na řecké Acropolis rallye obsadil po dobrém výkonu 3. příčku. Při premiéře MS v Polsku se celému týmu Ford velmi dařilo. Před poslední RZ byl v čele Mikko Hirvonen následován právě Latvalou. Fin ale udělal chybu a na úplně poslední zkoušce soutěže vylomil kolo. Domácí Finská rallye znamenala pro Latvalu další 3. místo do sbírky. V Austrálii si vyjel 4. místo. Body za 6. místo ze Španělska a za 7. místo z Walesu Latvalovi pomohly upevnit konečnou 4. příčku.

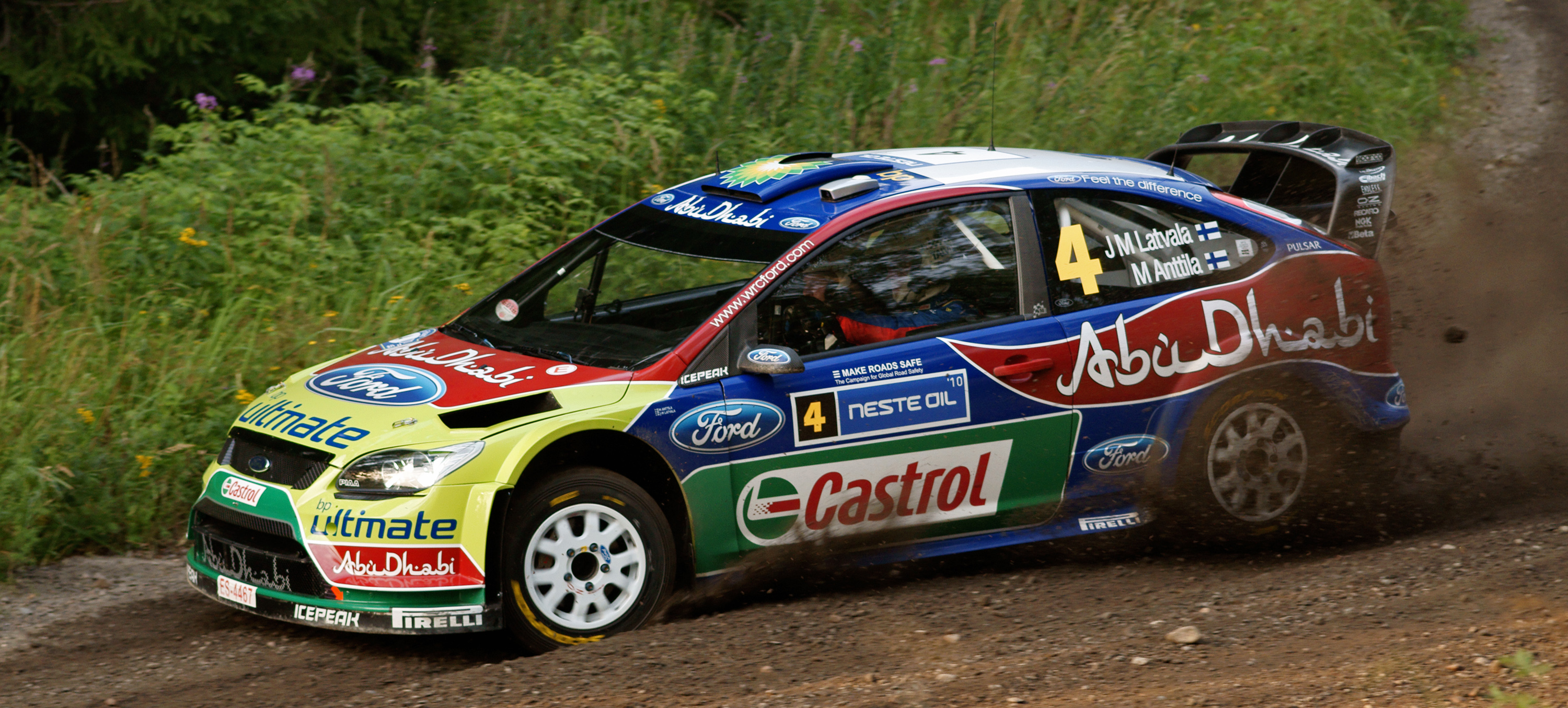
Vítězná Finská Rally 2010

Sezona 2010 byla pro Latvalu opravdu životní. Ze 13 soutěží v kalendáři MS 2 vyhrál, jedinou nedokončil a na zbylých 10 vždy bodoval. Konzistentní výkony mu v závěru roku vynesly 2. místo absolutně.
Sezona pro něj začala 3. místem ve Švédsku. Po 5. místu v Mexiku přišla 2. pozice v Jordánsku. Výsledkově nejhorší soutěž byla pro Latvalu soutěž v Turecku, kde skončil sedmý. První vyhraná soutěž pro Latvalu v roce 2010 přišla na Novém Zélandu. Jediné odstoupení zažil Jari-Matti v Portugalsku, kde musel soutěž opustit kvůli havárii. Nepříliš se Latvalovi dařilo v Bulharsku, ked si připsal body jen za 6. pozici. Chuť si ale napravil hned na následující soutěži ve Finsku, kterou vyhrál. Vítězstvím načal skvělou druhou polovinu sezony, ve které skončil vždy nejhůře na 4. místě. Zmiňované 4. místo vybojoval v Německu, Francii a Španělsku, k čemuž ještě přidal 2 třetí místa z Japonska a Walesu. Skvělou druhou polovinou roku 2010 si zajistil jeho zatím nejlepší výsledek v MS, kterým byla stříbrná pozice. Na vítěze Sébastiena Loeba při tom však ztratil 105 bodů. Vůbec poprvé ale porazil v hodnocení celé sezony svého týmového kolegu Mikka Hirvonena, který skončil až na 6. pozici.

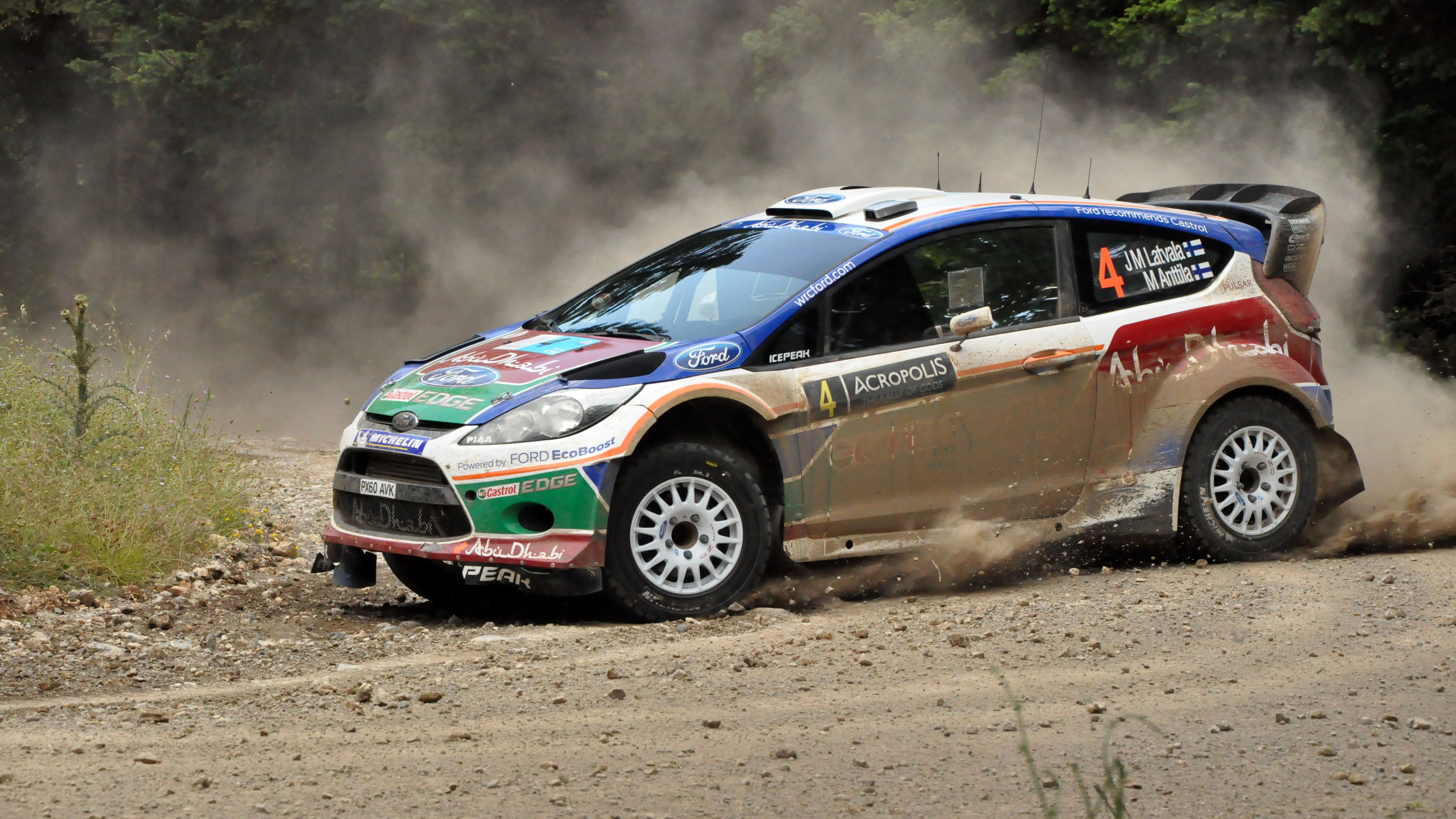
Acropolis Rally 2011

S novou sezonou přišla také nová pravidla a společně s nimi i nová technika WRC. Tým Fordu přišel s vozem Fiesta RS WRC. Náročný křest nového vozu na švédské soutěži dopadl skvěle. Vozy Ford obsadily první 3 příčky v cíli, přičemž Latvala skončil třetí. Stejný výsledek zopakoval i v Mexiku a Portugalsku. Podařenou sérii Jari-Matti korunoval při Jordánské Rally, kde obsadil 2. místo. Následovaly soutěže na Sardinii, v Argentině a Řecku, kde se však Latvalovi kvůli jeho vlastním chybám příliš nedařilo a připsal si jen 8 bodů. Mezi nejlepší se vrátil a na domácí rally ve Finsku, když vybojoval stříbrnou příčku. V Německu přišlo ještě 1 zaváhání a 14. místo opět značilo nulový bodový zisk. V závěru sezony ale opět přišlo zlepšení a jeho výsledky měly vzestupnou tendenci. Ve Francii obsadil 4. příčku, ve Španělsku třetí. Sezonu v MS zakončil vítězstvím v Britské Rally. V konečeném pořadí mu patřila 4. pozice. V závěru roku 2011 se Latvala objevil ještě na francouzské Rallye du Var, kterou vyhrál.
Jak se později ukázalo, rok 2012 byl posledním Latvalovým rokem stráveným u Fordu. Díky dobrému výsledku z předchozí sezony se Jari-Matti posunul na post týmového jezdce číslo 1. Jeho dosavadní týmový kolega Mikko Hirvonen odešel ke konkurenčnímu týmu Citroën. Latvalovi tak měl krýt záda zkušený Nor Petter Solberg. Hned v úvodu šampionátu však vyšlo najevo, že to Ford s novým jezdeckým složením nebude mít jednoduché. Latvala na úvodní soutěži v Monte Carlu havaroval. Ve Švédsku sice dokázal vyhrát, ale na dramatické Portugalské Rally opět havaroval a soutěž dokončil až jako třináctý. Hned posléze se však zranil při lyžování a zlomená klíční kost ho donutila vynechat následující Argentinskou Rally, kde ho za volantem Fiesty RS WRC zastoupil Dani Sordo. Šance na zlepšení bodového zisku svitla ještě v Řecku, kde si Jari-Matti dojel pro 3. místo, sedmé místo z Nového Zélandu ale opět přineslo zhoršení nálady. Tu si zvednul při Estonské Rally, která se započítávala do hodnocení Mistrovství Evropy historických automobilů. Latvala na ní startoval s vlastním Fordem Escort RS a zcela jednoznačně ji vyhrál. Další soutěží MS byla Finská rallye, která však skončila pohromou pro domácí jezdce, když žádný z nich nedokázal být rychlejší než Sébastien Loeb. Latvala si odvezl pohár za 3. příčku. Finská rallye odstartovala také řadu velmi dobrých Latvalových výsledků. V Německu a ve Francii vybojoval druhá místa. Mezi oběma soutěžemi se kolotoč Mistrovství světa zastavil ještě ve Velké Británii, kde Latvala zvítězil. Na Sardinii se Jari-Mattimu po jezdecké chybě nepodařilo získat body. Sérii druhých míst na asfaltových soutěžích, završil stejným výsledkem ve Španělsku. I přes řadu neúspěšných výsledků obsadil Latvala v konečném hodnocení 3. místo a porazil i svého týmového kolegu Pettera Solberga. Již v průběhu sezony Latvala jednal s týmem Voklkswagen, který se chystal vstoupit do Mistrovství světa v sezoně 2013. Latvala tak od následující sezony tvoří dvojici se Sebastianem Ogierem v nově vzniklém týmu Volkswagen Motorsport.

### Volkswagen (2013)

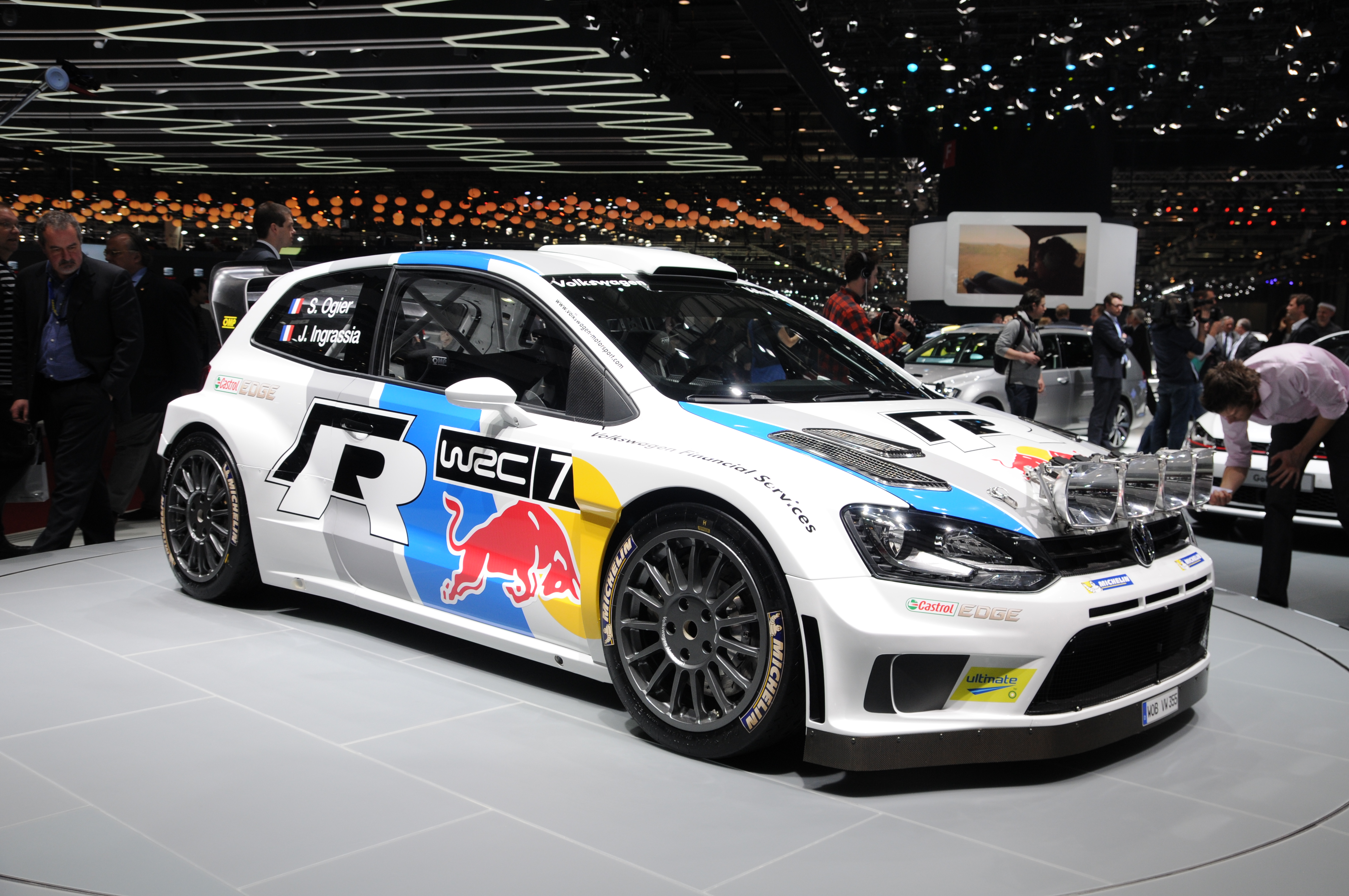
Volkswagen Polo R WRC

Po 7 letech strávených u Fordu Latvala podepsal novou smlouvu u německého Volkswagenu. Týmovým kolegou mu byl od začátku sezony Francouz Sebastien Ogiér. V průběhu sezony se k nim přidal ještě Andreas Mikkelsen. S novým vozem Volkswagen Polo R WRC se Latvalovi při úvodní soutěži v Monte Carlu ale příliš nedařilo. Poněkud nevýrazný výkon zakončil havárií na 14. rychlostní zkoušce. Zlepšení přišlo ve Švédsku, kde obsadil 4. místo, na které ale nedokázal navázat na Mexické Rally, kde havaroval a soutěž dokončil až jako šestnáctý. V Portugalsku a Argentině ale jeho výkon stačil už na 3. místo, což korunoval na těžké Acropolis rallye, kterou vyhrál. Na Sardinii obsadil Jari-Matti i po defektu z úvodu soutěže další 3. příčku. Svou domácí soutěž v okolí Jyväskylä Latvala začal 2. časem, ale hned na to poškodil závěs kola a nabral velkou časovou ztrátu. Soutěž dokončil až jako sedmnáctý. Zpočátku se Latvalovi dařila i soutěž v Německu, kde po 12. rychlostní zkoušce dokonce vedl, ale opět poškodil zavěšení a se svým Polem R WRC navíc i havaroval. I s penalizací po využití Superally ale získal body za 7. příčku v cíli. Lepší výsledek si připsal až v Austrálii, kde dojel čtvrtý. V posledních 3 soutěžích sezony stanul 3x na stupních vítězů. Ve Francii dokončil soutěž na 3. místě, ve Španělsku a ve Walesu dokonce na druhém. V konečném hodnocení obhájil své 3. místo z loňského roku a navíc společně se svým kolegou Sebastienem Ogierem vybojovali mistrovský Ntitul mezi týmy. To vše během 1. sezony týmu Volkswagen v kolotoči mistrovství světa.
Sezona 2014 začala pro Jari-Mattiho 5. místem v Monte Carlu, kde doplácel hlavně na špatnou volbu pneumatik v 1. etapě a také na defekt pneumatiky v 9. rychlostní zkoušce.

## Zajímavosti
V roce 2013 Jari-Matti založil vlastní muzeum v jeho rodném městě Tuuri. Nese název JM-Rally Parc Fermé a kromě závodních vozů je možné zde najít také několik starších strojů. Je zde také obchod s upomínkovými předměty a restaurace.